# Михаил Борисович
Михаи́л Бори́сович (1453—1505) — последний Великий князь Тверской (1461—1485), шурин Ивана III по первой жене.

## Потеря Тверским княжеством независимости
О положении Тверского княжества во второй половине XV века Н. М. Карамзин пишет так:

…Но в осьмидесяти верстах от Москвы видел [Иоанн III] Российское особенное княжество, державу равного себе государя, по крайней мере именем и правами. Со всех сторон окружённая московскими владениями, Тверь ещё возвышала независимую главу свою…

### Первые попытки Твери войти в состав Литвы
Ещё в 1427 году, почти сразу после смерти Василия I (1425), великий князь рязанский Иван Фёдорович, а затем и князь пронский Иван Владимирович поступили на службу литовскому великому князю Витовту. В то же время и тверской князь Борис пошёл к нему на службу, при этом оставив себя властителем над тверскими князьями — своими подручными. Более того, поскольку мать малолетнего Василия II, София, была дочерью Витовта, сама Москва, фактически, находилась под его властью (или хотя бы опекой). Литовский князь хотел короноваться и объединить Русь с Литвой, но поляки не допустили этого, увидев в таком шаге угрозу распространению католичества на подвластных Витовту землях. В 1430 году Витовт умер, так и не достигнув своей цели. В Литве началась очередная междоусобица, а на Руси — печально известная феодальная война.
В 1453 году, с гибелью Дмитрия Шемяки война закончилась, и тверской и рязанский князья, поняв, что надежды на Литву мало, присягнули Москве, опасаясь карательного похода со стороны Василия. Борис Александрович отдал свою дочь Марию за Ивана Васильевича — соправителя Василия II и наследника престола (будущего Ивана III). Более того, в том же 1454 году тверской князь заключил при посредничестве митрополита Ионы договор с Василием, «которым обещался с детьми своими быть во всем заодно с Москвою».

### Начало правления Ивана III
В 1462 году умер Василий II, и в Москве на престол взошёл Иван III. Поначалу он был осторожен:

С тверским [князем], своим шурином, он [Иван] тотчас по смерти отца своего заключил договор, в котором положительно охранялось владетельное право тверского князя над своею землей…

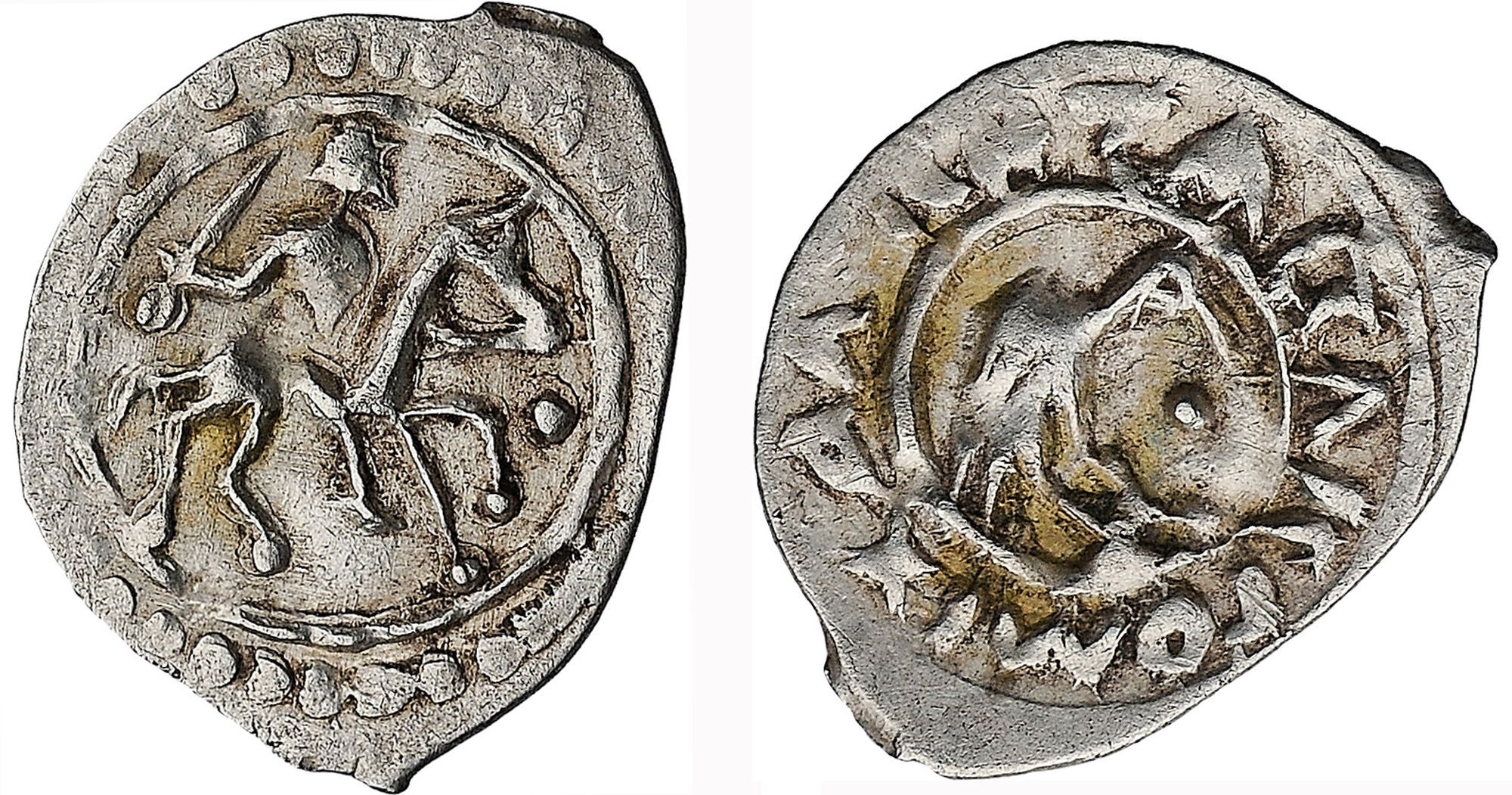
Монеты князя Михаила Борисовича Тверского

Но для подобной осторожности действительно были веские причины: Тверь располагалась на пути к Новгороду, а тамошняя боярская республика была всё ещё сильна.
В 1467 году на Руси началась новая эпидемия повальной болезни. И в это тяжёлое время первая жена Ивана, сестра Михаила Борисовича, умерла от горячки. Говорили, что она была отравлена. Впрочем, достоверных подтверждений тому нет.

### Последние годы Тверского княжества
В 1463 Иван III подчинил Ярославль, в 1471 подавил Новгородское восстание, а в 1478 окончательно присоединил Новгород к Москве. Совершенно очевидной была тенденция в его политике к собиранию русских земель под единым началом, устранению уделов других князей. Михаил Борисович искал единственно возможной защиты — у Литвы. Пример Новгорода (1478) был неутешителен, но другого шанса у тверского князя не оставалось.
В 1483 году Михаил Борисович овдовел. Это дало ему возможность просить руки внучки Казимира IV, великого князя литовского и короля польского. Узнав о тайной связи Михаила с Литвой, Иван III был возмущён и, вероятно, обрадован появлению повода к расправе над Тверью.
В 1485 году Иван III похоронил свою мать, инокиню Марфу, и зимой же объявил Михаилу войну, что вызвало следующую реакцию:

Сей князь, затрепетав, спешил умилостивить Иоанна жертвами: отказался от имени равного ему брата, признал себя младшим, уступил Москве некоторые земли, обязался всюду ходить с ним на войну…

Была подписана мирная договорная грамота, ограничивающая прежде всего дипломатическую свободу Михаила. Но договор этот явился последним договором независимой Твери. Иван III «начал теснить землю и подданных Михаиловых»:

Им [боярам] нельзя уже было, — говорит современник, — терпеть обид от великого князя московского, его бояр и детей боярских: где только сходились их межи с межами московскими, там московские землевладельцы обижали тверских, и не было нигде на московских управы; у Ивана Васильевича в таком случае свой московский человек был всегда прав; а когда московские жаловались на тверских, то Иван Васильевич тотчас посылал к тверскому великому князю с угрозами и не принимал в уважение ответов тверского…

Тверичи, увидев, что Михаил им больше не защитник, перешли на сторону Москвы: князья Андрей Микулинский и Осип Дорогобужский вступили на службу великому князю (первому он дал в кормление Дмитров, второму — Ярославль). Затем к Ивану поехали и многие другие тверские бояре.
Михаил хотел бежать в Литву. Он послал туда надёжного человека, но его задержали люди Ивана. Они предоставили великому князю письмо Михаила к Казимиру IV, что явилось достаточным доказательством измены, ведь Михаил обещал не вступать ни в какие отношения с Литвой, а в письме ещё и «возбуждал Казимира против Иоанна».
Михаилу не оставалось ничего, кроме извинений. Он отправил в Москву Тверского епископа и князя холмского, но их не приняли.

### Взятие Твери Иваном III

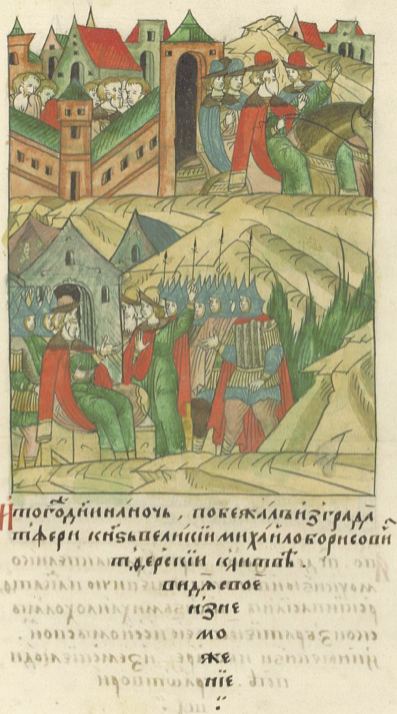
Бегство Михаила Борисовича Тверского в Литву после взятия Твери

Иван велел новгородскому наместнику, боярину Якову Захарьевичу, идти со всеми силами на Тверь, а сам 21 августа 1485 года выступил из Москвы «со многочисленным войском и с огнестрельным нарядом (вверенным искусному Аристотелю)».
8 сентября 1485 года Иван осадил Тверь и зажёг посад. Через два дня (10 сентября) из Твери бежали почти все князья и бояре, оставив Михаила одного в этом гибельном положении:

…Приехали толпой к Ивану Васильевичу и били челом принять их на службу…

Михаил мог либо спастись бегством, либо сдаться Ивану. Он выбрал первое и бежал следующей же ночью в Литву. Только тогда епископ Вассиан, князь Михаил Холмский и другие князья, бояре и просто земские люди, до конца сохранявшие верность своему властителю, «отворили город Иоанну, вышли и поклонились ему как общему монарху России».
Иван III запретил войску грабить город и окрестности. 15 сентября он въехал в Тверь и в тот же день даровал княжество своему сыну Ивану Младому (наследнику престола).

## После падения Твери
Михаил Борисович приехал вскоре в Краков к Казимиру IV и просил его оказать помощь в борьбе против Ивана III. Но польский король оценивал ситуацию здраво и видел, что Московское княжество уже не в том состоянии, что при Витовте. Он отказал Михаилу, о чём сообщил Ивану III.

Впрочем, Михаил получил от Казимира два небольших имения — «двор» Лососиная с Белавичами и Гощовым в Слонимском старостве и имение Печихвосты в Волынской земле. Известно, что он умер осенью 1505 года.

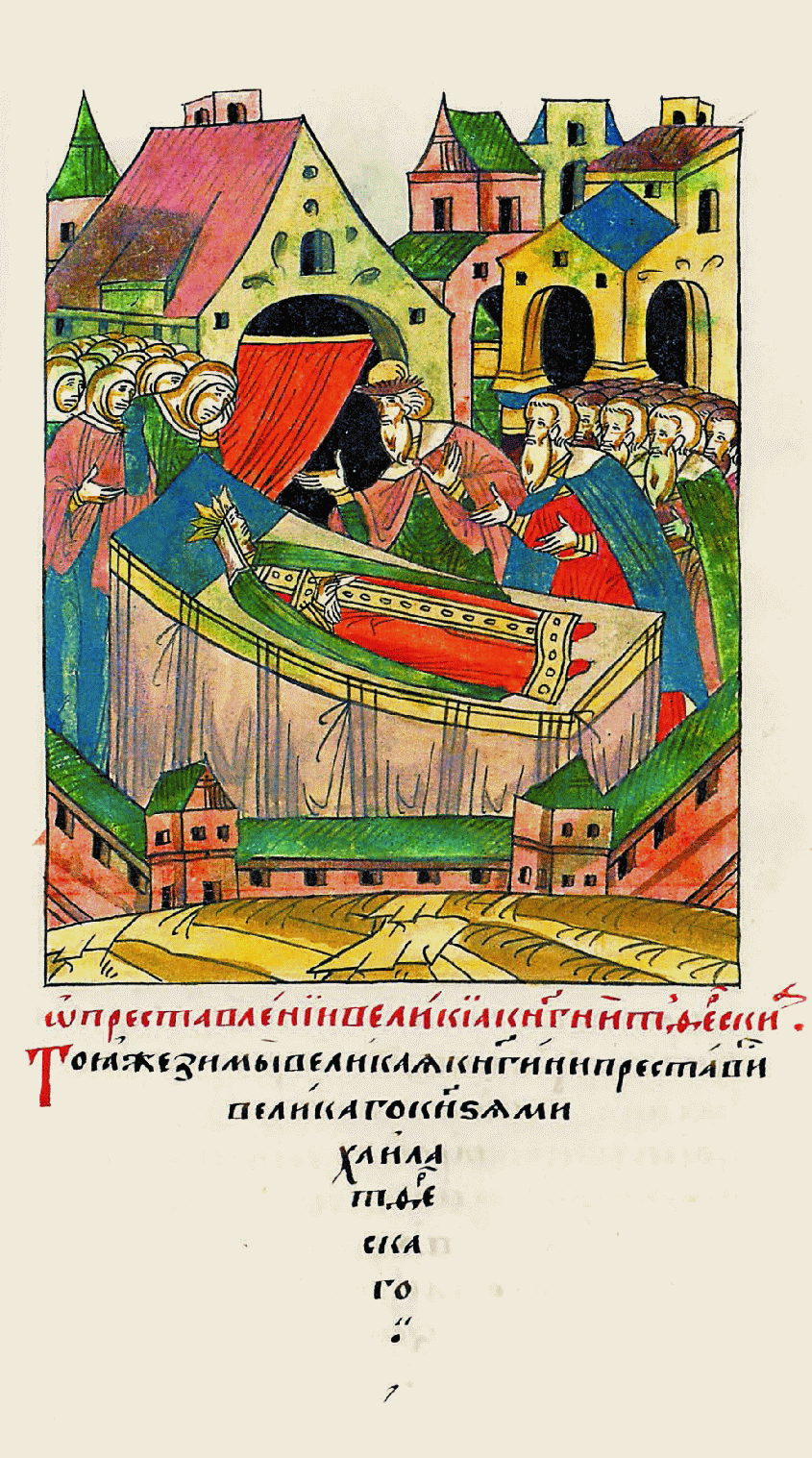
Смерть первой жены

## Браки и дети
Михаил был женат дважды:
- Первая жена — София Семёновна (? — 7 февраля 1483), дочь Симеона Олельковича.
- Вторая жена — внучка Казимира IV, великого князя Литовского и короля Польского.

Сыновей не было ни в том, ни в другом браке. Династия Тверских князей после смерти Михаила Борисовича, таким образом, прервалась.